# Nekrolog 1452
Nekrolog
◄◄
| ◄
| 1448
| 1449
| 1450
| 1451
| 1452 | 1453 | 1454 | 1455 | 1456 | ► | ►►
Weitere Ereignisse | Allgemeiner Nekrolog 1452
Die Beschreibung der verstorbenen Person sollte so kurz wie möglich gehalten sein und nur deren signifikante Tätigkeit(en) enthalten.
Neue Namen ggf. auch unter dem Geburts- und Sterbedatum, also etwa unter 1. Januar und im Geburts- und Sterbejahr (2024) eintragen (nur bei entsprechender großer Wichtigkeit). Für Beispiele siehe die schon vorhandenen Artikel.
Außerdem über die fünf zuletzt Verstorbenen, zu denen es einen ausreichend guten Artikel für eine Präsentation auf der Hauptseite gibt, nach der todesbedingten Überarbeitung der Artikel ggf. auch unter Wikipedia Diskussion:Hauptseite informieren und sie am besten auch in den anderen Wikipedia-Sprachversionen eintragen. Tipp: Regelmäßig bei news.google.de nach „ist tot“, „gestorben“ oder „verstorben“ suchen.
Wenn eine Person gestorben ist, gibt es viele Seiten zu dieser Person in der Wikipedia, die davon auch betroffen sind und entsprechend aktualisiert werden müssen. Beispiele: Namenübersichtsseite, Geburtsjahr, Geburtsort-Seiten und viele mehr.
Wie finde ich die betroffenen Seiten?
Im Suchfeld auf der linken Seite gibt man den Suchbegriff so ein: „Vorname Nachname“. Dann klickt man auf Volltext und alle Seiten mit entsprechendem Suchtext werden aufgerufen. Hier sieht man dann schnell, wo auch das Todesjahr Sinn macht oder sogar ein Teil des Artikels angepasst werden muss. Auch hilft das „Werkzeug“ auf der linken Seite sehr gut, um solche Seiten aufzufinden: „Links auf diese Seite“. Somit ist die Wikipedia wieder aktuell in allen Bereichen! Hinweis: bei Eintragung der Kategorie „Gestorben JAHR“ wird der Missbrauchsfilter 49 ausgelöst, was jedoch nicht schlimm ist. Siehe: Spezial:Missbrauchsfilter/49
Dies ist eine Liste von im Jahr 1452 verstorbenen bekannten Persönlichkeiten. Die Einträge erfolgen innerhalb der einzelnen Daten alphabetisch sortiert. Tiere sind im Nekrolog für Tiere zu finden.

## Februar
| Tag         | Name                                | Beruf, bekannt als                          | Alter | Beleg |
| ----------- | ----------------------------------- | ------------------------------------------- | ----- | ----- |
| 10. Februar | Švitrigaila                         | litauischer Großfürst                       |       |       |
| 14. Februar | Konrad VII.                         | Herzog von Oels, Cosel, Beuthen und Steinau |       |       |
| 14. Februar | Aleid ter Poorten                   | Ordensfrau im Kloster Diepenveen            |       |       |
| 21. Februar | William Douglas, 8. Earl of Douglas | schottischer Adliger                        |       |       |

## März
| Tag      | Name                                  | Beruf, bekannt als                   | Alter | Beleg |
| -------- | ------------------------------------- | ------------------------------------ | ----- | ----- |
| 3. März  | Friedrich IV. Truchsess von Emmerberg | Erzbischof von Salzburg              |       |       |
| 3. März  | Pietro Geremia                        | sizilianischer Seliger               | 52    |       |
| 9. März  | Maunu Tavast                          | finnischer Geistlicher und Gelehrter |       |       |
| 17. März | Friedrich Gren                        | Bischof von Seckau                   |       |       |

## April
| Tag       | Name           | Beruf, bekannt als         | Alter | Beleg |
| --------- | -------------- | -------------------------- | ----- | ----- |
| 12. April | Griete Daegens | niederländische Ordensfrau |       |       |
| 20. April | Reinhard III.  | deutscher Adliger          | 39    |       |

## Mai
| Tag     | Name                  | Beruf, bekannt als                                                                           | Alter | Beleg |
| ------- | --------------------- | -------------------------------------------------------------------------------------------- | ----- | ----- |
| 6. Mai  | Bicci di Lorenzo      | italienischer Maler                                                                          |       |       |
| 16. Mai | Cornelius von Burgund | Herr von Beveren und Vlissingen sowie Gouverneur und Generalkapitän des Herzogtums Luxemburg |       |       |
| 25. Mai | John Stafford         | englischer Politiker und Erzbischof von Canterbury                                           |       |       |
| 28. Mai | Heinrich X.           | Herzog von Haynau                                                                            |       |       |

## Juni
| Tag      | Name                      | Beruf, bekannt als                                   | Alter | Beleg |
| -------- | ------------------------- | ---------------------------------------------------- | ----- | ----- |
| 1. Juni  | Munjong                   | 5. König der Joseon-Dynastie in Korea                | 37    |       |
| 11. Juni | Barbara von Reischach     | deutscher Zisterzienserin                            |       |       |
| 26. Juni | Georgios Gemistos Plethon | griechischer Gelehrter, Staatstheoretiker, Philosoph |       |       |

## Juli
| Tag      | Name                                             | Beruf, bekannt als                                | Alter | Beleg |
| -------- | ------------------------------------------------ | ------------------------------------------------- | ----- | ----- |
| 7. Juli  | Eleanor Cobham                                   | zweite Ehefrau des Herzogs Humphrey of Gloucester |       |       |
| 25. Juli | Robert Willoughby, 6. Baron Willoughby de Eresby | englischer Militär                                |       |       |

## August
| Tag        | Name    | Beruf, bekannt als                 | Alter | Beleg |
| ---------- | ------- | ---------------------------------- | ----- | ----- |
| 15. August | Wilhelm | Herzog von Troppau und Münsterberg |       |       |

## September
| Tag           | Name                         | Beruf, bekannt als                | Alter | Beleg |
| ------------- | ---------------------------- | --------------------------------- | ----- | ----- |
| 21. September | Magnus von Sachsen-Lauenburg | Bischof von Cammin und Hildesheim |       |       |
| 27. September | Isabel de Mowbray            | englische Adelige                 |       |       |

## Oktober
| Tag        | Name          | Beruf, bekannt als             | Alter | Beleg |
| ---------- | ------------- | ------------------------------ | ----- | ----- |
| 8. Oktober | Boleslaus II. | Herzog von Teschen (1431–1452) |       |       |

## November
| Tag          | Name                   | Beruf, bekannt als                | Alter | Beleg |
| ------------ | ---------------------- | --------------------------------- | ----- | ----- |
| 1. November  | Hilger de Burgis       | Weihbischof in Köln und Lüttich   |       |       |
| 11. November | Liesbeth van Heenvliet | Ordensfrau im Klosters Diepenveen | 49    |       |
| 24. November | Geertruid ter Poorten  | Ordensfrau im Kloster Diepenveen  |       |       |

## Dezember
| Tag          | Name                     | Beruf, bekannt als | Alter | Beleg |
| ------------ | ------------------------ | --- | ----- | ----- |
| 2. Dezember  | Johannes III. Grünwalder | Fürstbischof von Freising, illegitimer Sohn Johanns II. von Bayern-München                                              |       |       |
| 10. Dezember | Busso von Beichlingen    | Domherr zu Bamberg, Wurzburg und Halberstad                                                                             |       |       |
| 16. Dezember | Geertruid Monnickes      | Ordensfrau im Kloster Diepenveen                                                                                        |       |       |
| 18. Dezember | Jean VII. d’Harcourt     | Graf von Harcourt und Aumale, Vizegraf von Châtellerault, Seigneur de Mézières, d’Elbeuf, de Lillebonne, de La Saussaye |       |       |

## Datum unbekannt
| Tag | Name                    | Beruf, bekannt als                                                                          | Alter | Beleg |
| --- | ----------------------- | ------------------------------------------------------------------------------------------- | ----- | ----- |
|     | Jens Jakobsson          | Bischof von Oslo, Kanzler                                                                   |       |       |
|     | Li Changqi              | chinesischer Dichter                                                                        |       |       |
|     | Nikolaus V.             | Herzog von Troppau-Ratibor, Jägerndorf, Freudenthal und Rybnik                              |       |       |
|     | Borchard Plotze         | deutscher römisch-katholischer Theologe, Hochschullehrer und Rektor der Universität Rostock |       |       |
|     | Jean Gérard de Poitiers | Erzbischof von Vienne                                                                       |       |       |
|     | Gisbert Schairt         | niederländischer Baumeister der Spätgotik                                                   |       |       |